# Penijõgi
La rivière Penijõgi est une petite rivière d'Estonie.

## Présentation
Longue de 11 kilomètres elle traverse le parc naturel de Matsalu dans la commune de Lihula, avec les hameaux d'Hälvati, de Kloostri et de Penijõe dans la région de l'Ouest. 
Elle prend sa source dans le fossé de Penijõe et se jette dans la rivière Kasari.